# 小刚毛虎耳草
小刚毛虎耳草（学名：Saxifraga setulosa），多年生草本，高5-6厘米。虎耳草科、虎耳草属植物，分布在中国大陆云南等地。